# Lagarde-d'Apt
Lagarde-d'Apt là một xã trong tỉnh Vaucluse thuộc vùng Provence-Alpes-Côte d’Azur ở đông nam nước Pháp. Xã này nằm ở khu vực có độ cao trung bình 829 mét trên mực nước biển.
Với độ cao 1100 mét trên mực nước biển, đây là nơi cao nhất của vùng Apt, and with its setting in hills and lavender fields, là một local centre for the hiking industry.